# Верность (фильм, 2019)
«Верность» — российский драматический эротический фильм режиссёра и сосценариста Нигины Сайфуллаевой с Евгенией Громовой и Александром Палем в главных ролях. Участник основной конкурсной программы «Кинотавра-2019».

## Сюжет
Фильм повествует о семейной паре: Лена, акушер-гинеколог по профессии, и Сергей, работающий актёром в одном калининградском театре. Им обоим по 30 лет. Они переживают кризис в отношениях. Сергей полностью поглощён работой в театре, и на жену у него не хватает времени.
Отсутствие интимных отношений наводит Лену на мысль, что Сергей ей изменяет. Но вместо того, что разобраться, в чём проблема, Лена начинает сама ему изменять, что приводит к печальным последствиям.

## В ролях
| Актёр                | Роль                      |
| -------------------- | ------------------------- |
| Александр Паль       | Сергей, актёр             |
| Евгения Громова      | Лена, акушерка            |
| Алексей Агранович    | Иван                      |
| Марина Васильева     | Катя                      |
| Павел Ворожцов       | Вадим                     |
| Анна Котова-Дерябина | Никифорова                |
| Василий Рихтер       | Дима                      |
| Анастасия Денисова   | Полина                    |
| Нино Нинидзе         | Света                     |
| Елизавета Лотова     | администратор в гостинице |
| Кирилл Каганович     | полицейский               |
| Михаил Тройник       | полицейский               |

## Награды
- 2019 — Специальный диплом жюри «За безграничную веру актёров в режиссёра» на кинофестивале «Кинотавр», номинация в категории «Лучший фильм»
- 2020 — 3 номинации на премию «Белый слон» в категориях «Лучший актёр», «Лучшая актриса» и «Лучший сценарий»[6]